# Francis Malbone
Francis Malbone (* 20. März 1759 in Newport, Colony of Rhode Island and Providence Plantations; † 4. Juni 1809 in Washington D.C.) war ein US-amerikanischer Politiker der Föderalistischen Partei, der den Bundesstaat Rhode Island in beiden Kammern des US-Kongresses vertrat.
Nachdem er nur eine sehr begrenzte Schulbildung erhalten hatte, begann Francis Malbone eine Tätigkeit als Händler in Newport. Im Artillerieregiment seines Heimatorts, das Teil der Staatsmiliz war, bekleidete er zwischen 1792 und 1809 den Rang eines Colonel. Danach ging er in die Politik.
In der ersten und zweiten Sitzungsperiode des Kongresses war Rhode Island nur durch Benjamin Bourne im Repräsentantenhaus vertreten gewesen; den neu hinzukommenden Sitz nahm ab dem 4. März 1793 Francis Malbone ein. Nach vier Jahren schied er zunächst wieder aus dem Kongress aus und kehrte zu seinen geschäftlichen Tätigkeiten zurück.
Im Jahr 1807 wurde er dann wieder politisch tätig. Bis 1808 gehörte er dem Repräsentantenhaus von Rhode Island an. In diesem Jahr wurde er in den US-Senat gewählt, wo er ab dem 4. März 1809 den Platz von Benjamin Howland einnahm. Doch Malbones Zeit im Senat endete jäh, als er am 4. Juni desselben Jahres auf den Stufen des Kapitols starb. Er wurde auf dem Kongressfriedhof in Washington beigesetzt.